# هنری هابسون ریچاردسون
هنری هابسون ریچاردسون (به انگلیسی: Henry Hobson Richardson) متولد ۱۸۳۸، معمار چیره‌دست قرن نوزدهم آمریکا است. او چنان بر معماری آمریکا تاثیرگذار بود که یک سبک معماری را به نام او نامیده‌اند.
او تحصیلکردهٔ دانشگاه هاروارد و مدرسه بوزار فرانسه بود.

## نگارخانه آثار

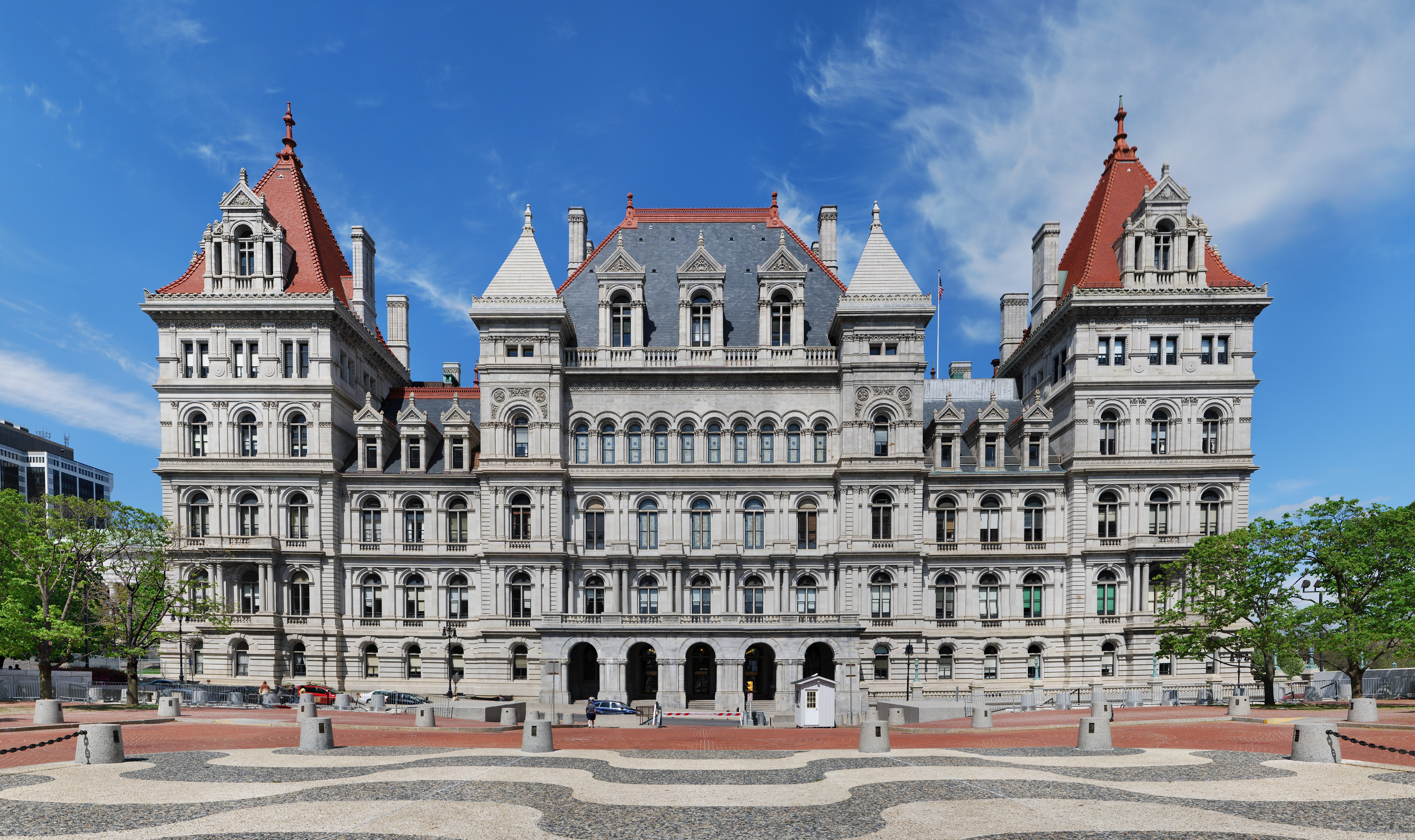
ساختمان پایتخت ایالت نیویورک
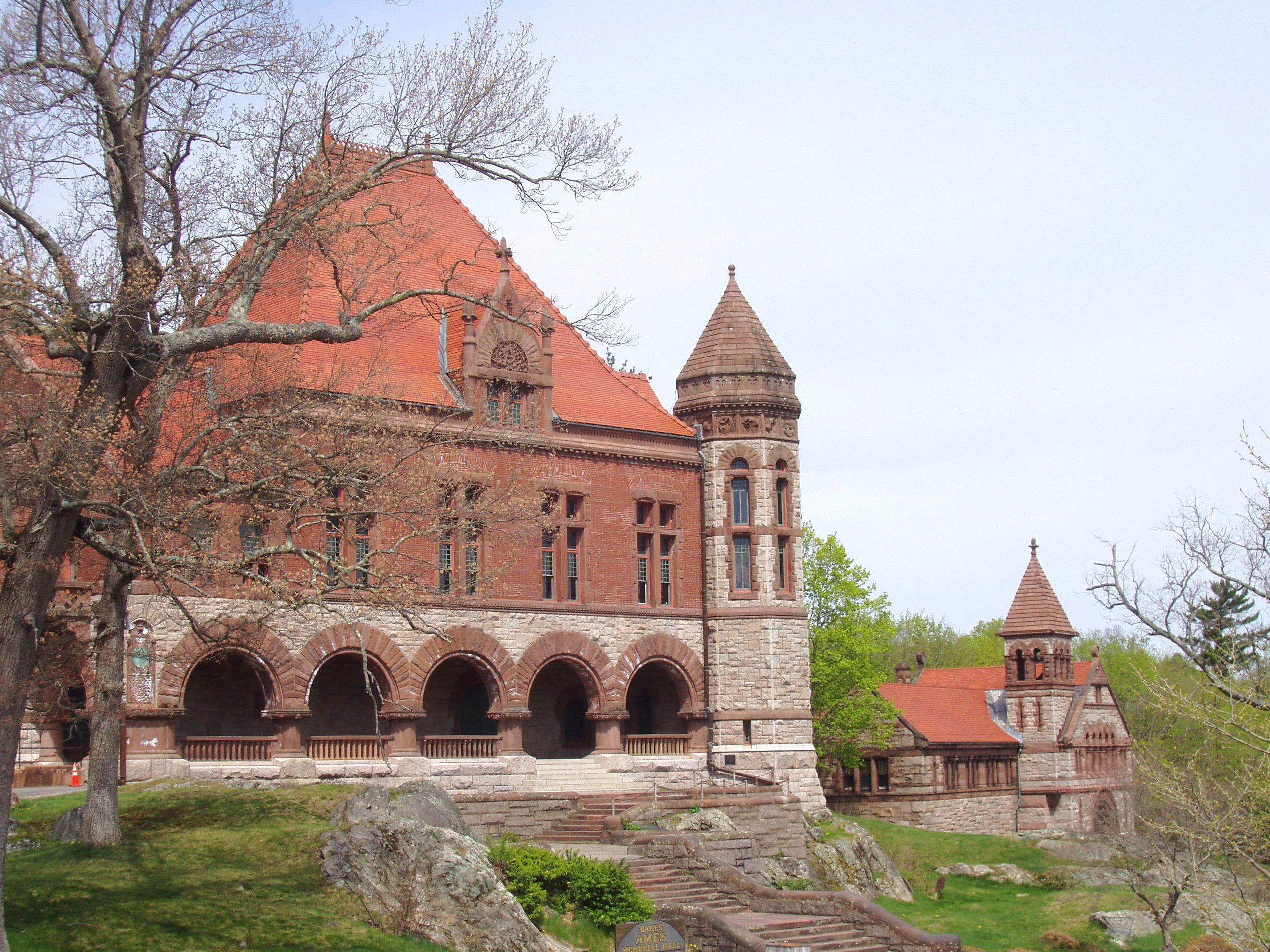
کتابخانه آزاد ایمز، ماساچوست
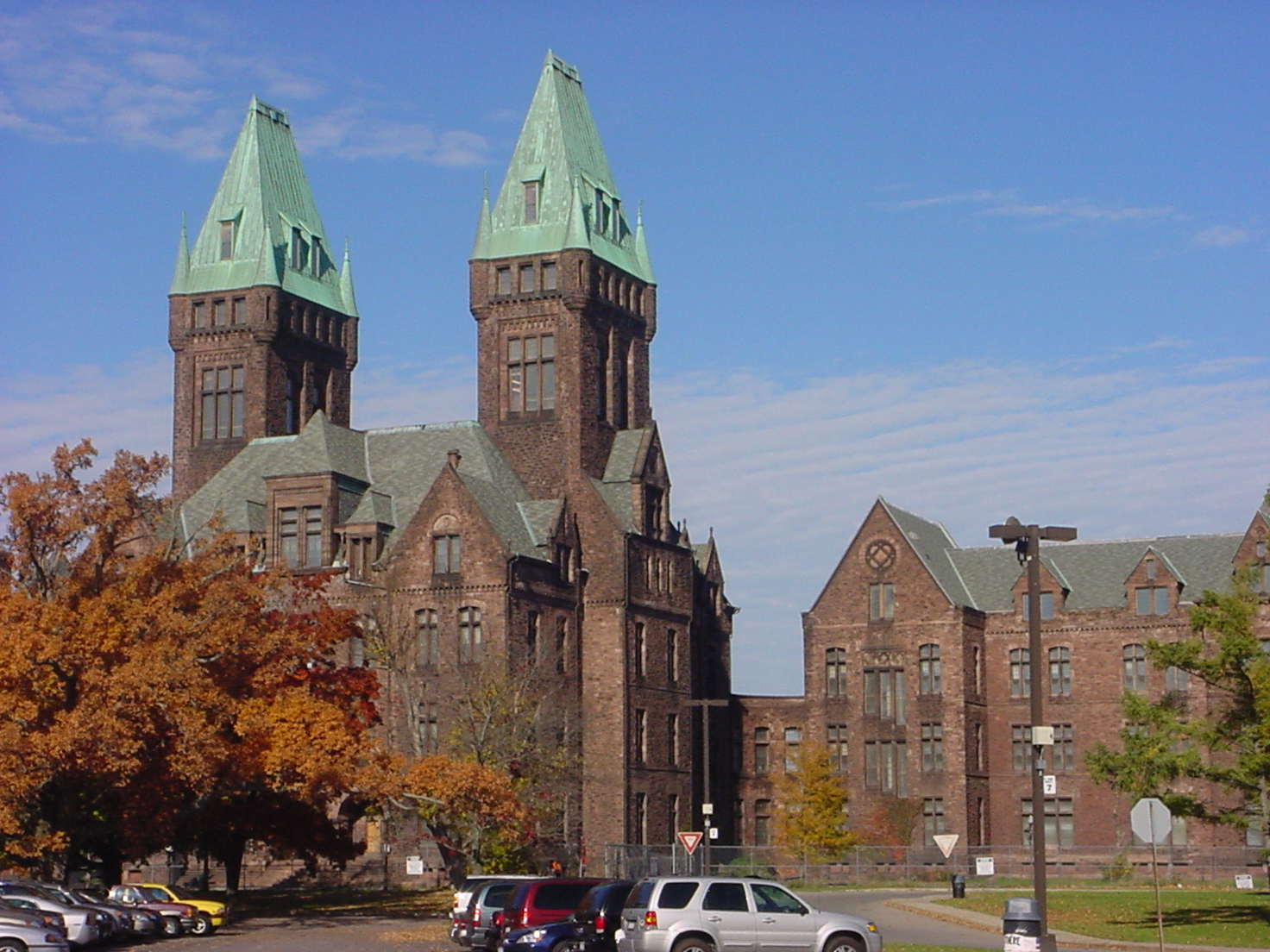
مجموعه ریچاردسون، بوفالو، نیویورک
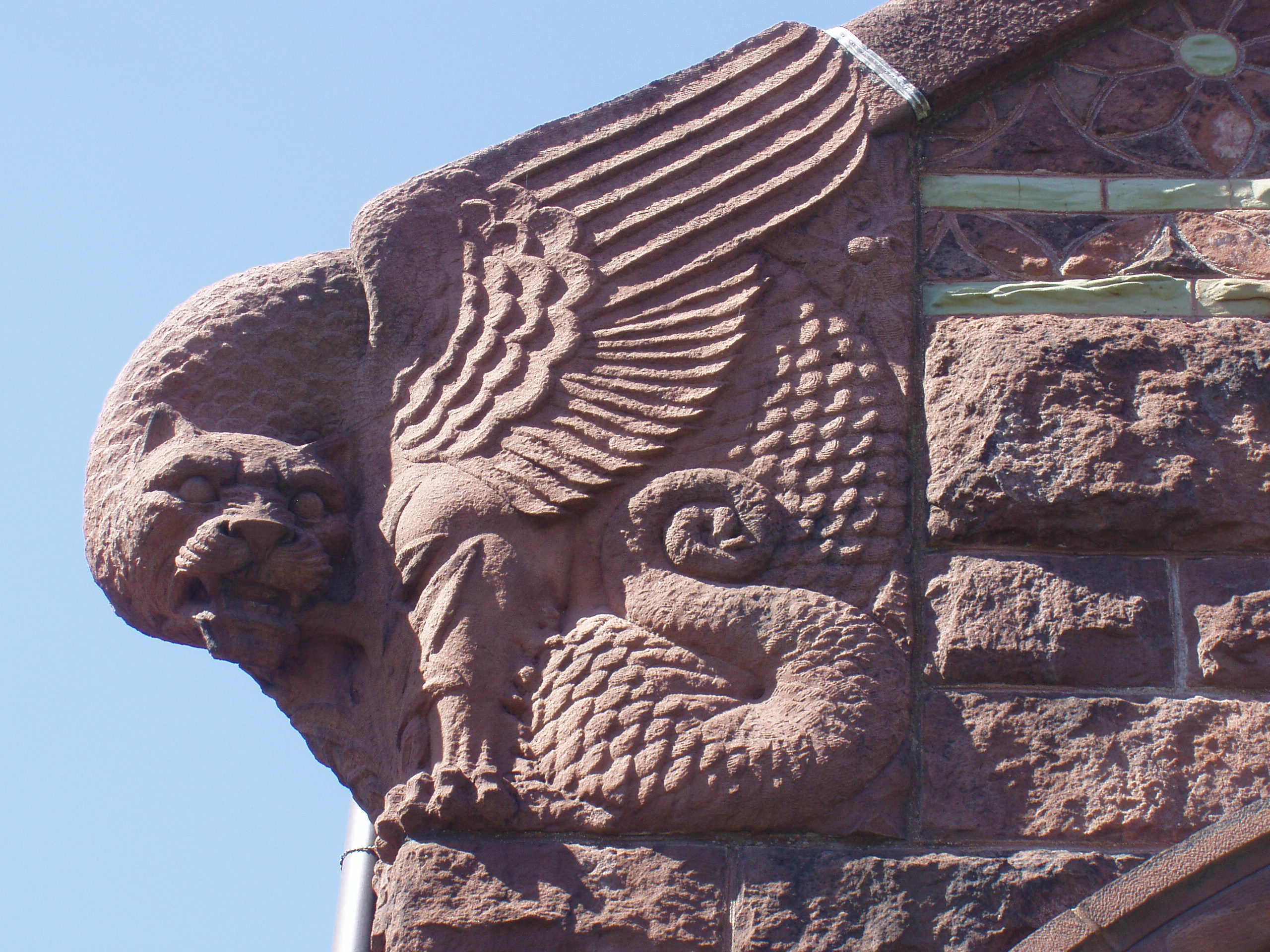
شیر سنگی یکی از دیوارهای کتابخانه کانورس، ماساچوست
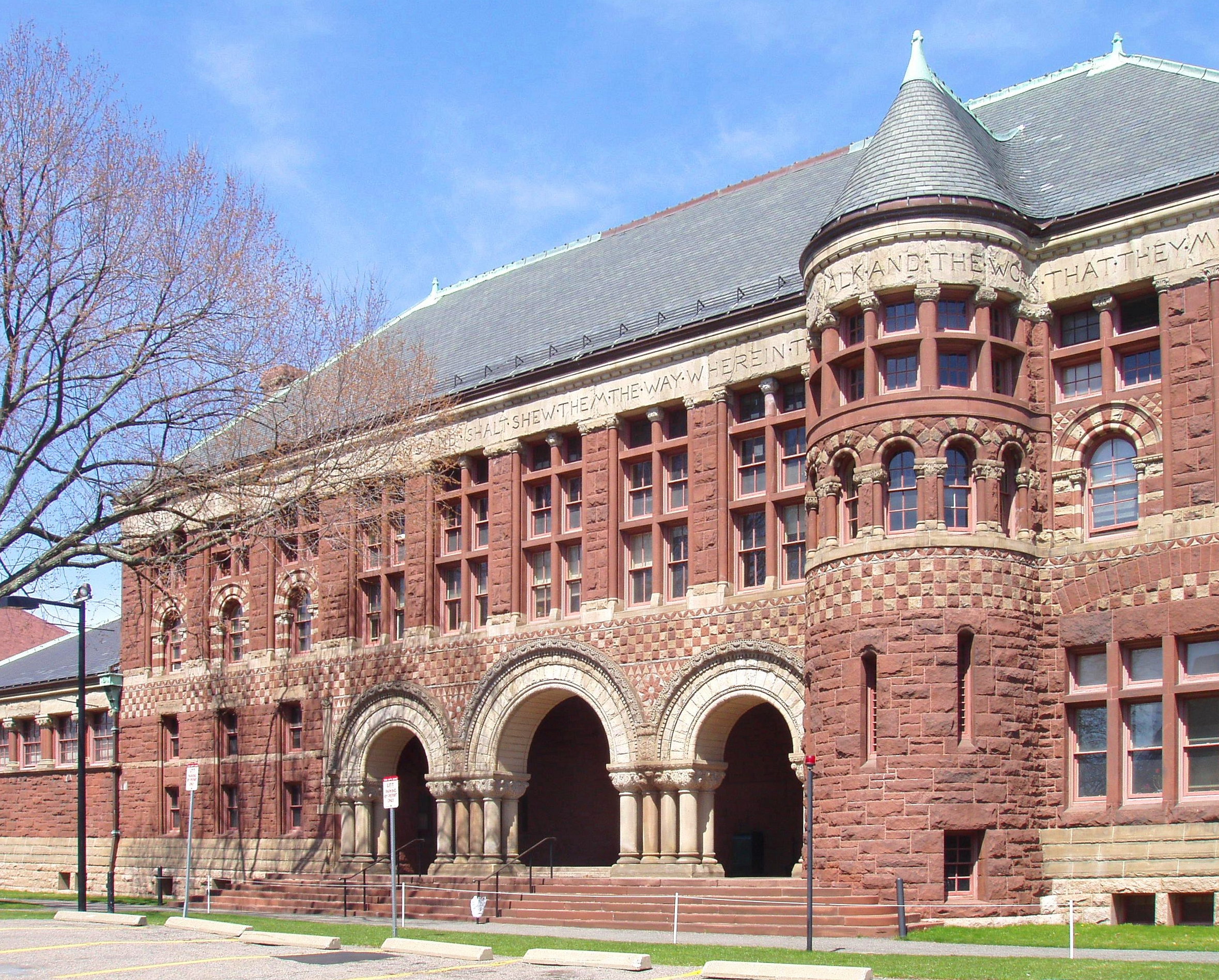
خوابگاه آستین دانشگاه هاروارد
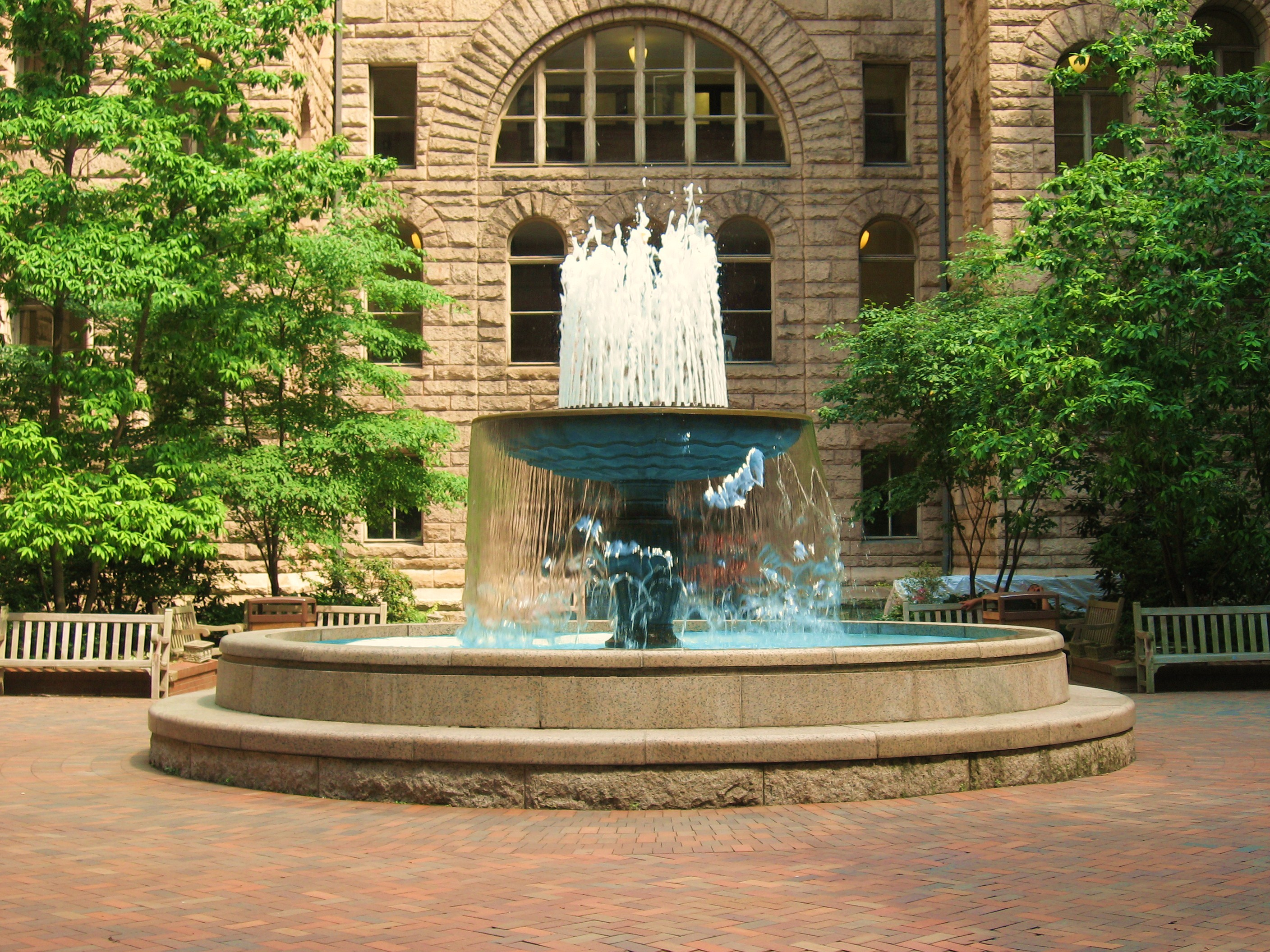
خانه عدالت شهرستان الگینی، پنسیلوانیا
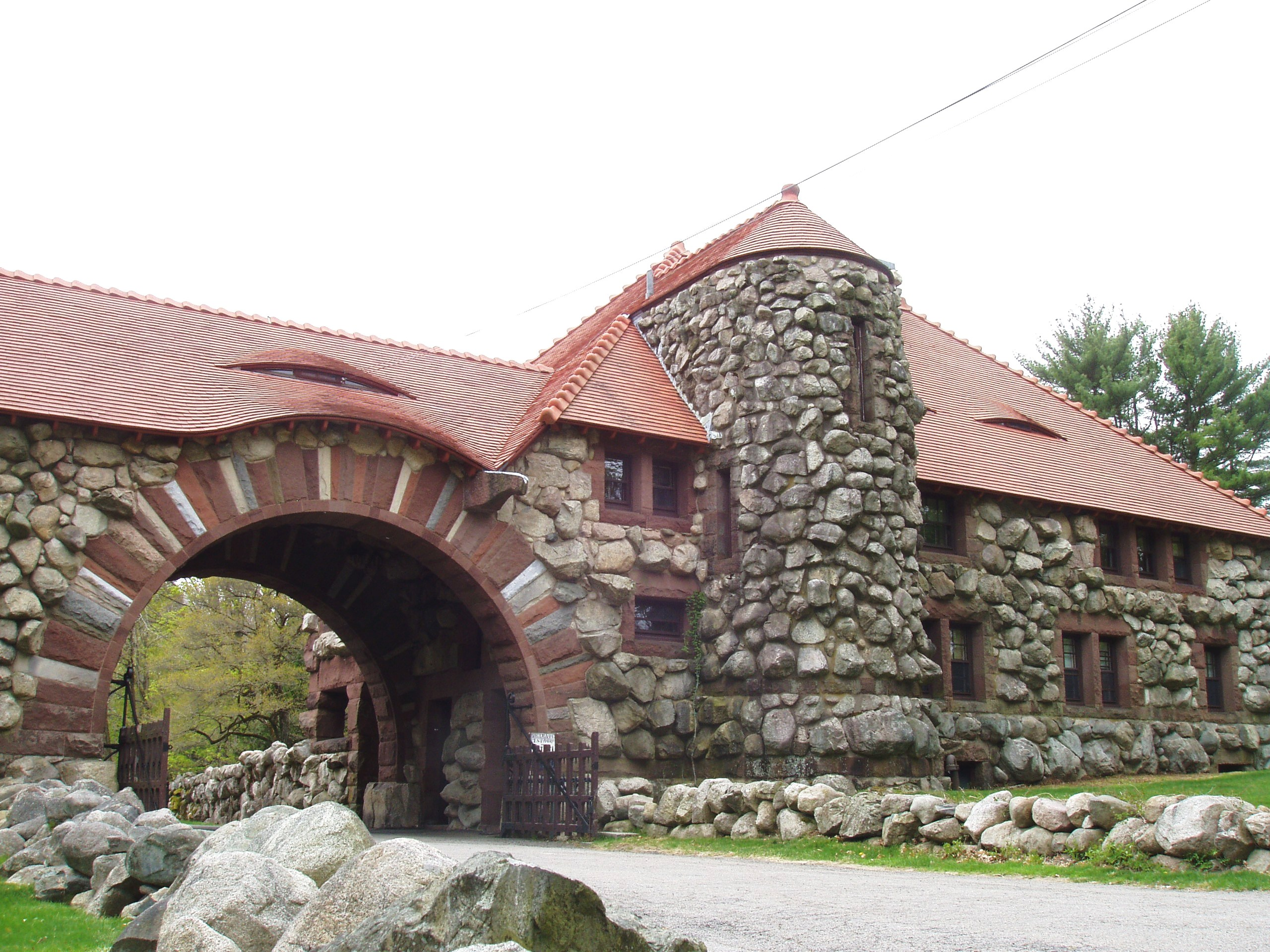
کلبه ایمز گیت، ماساچوست
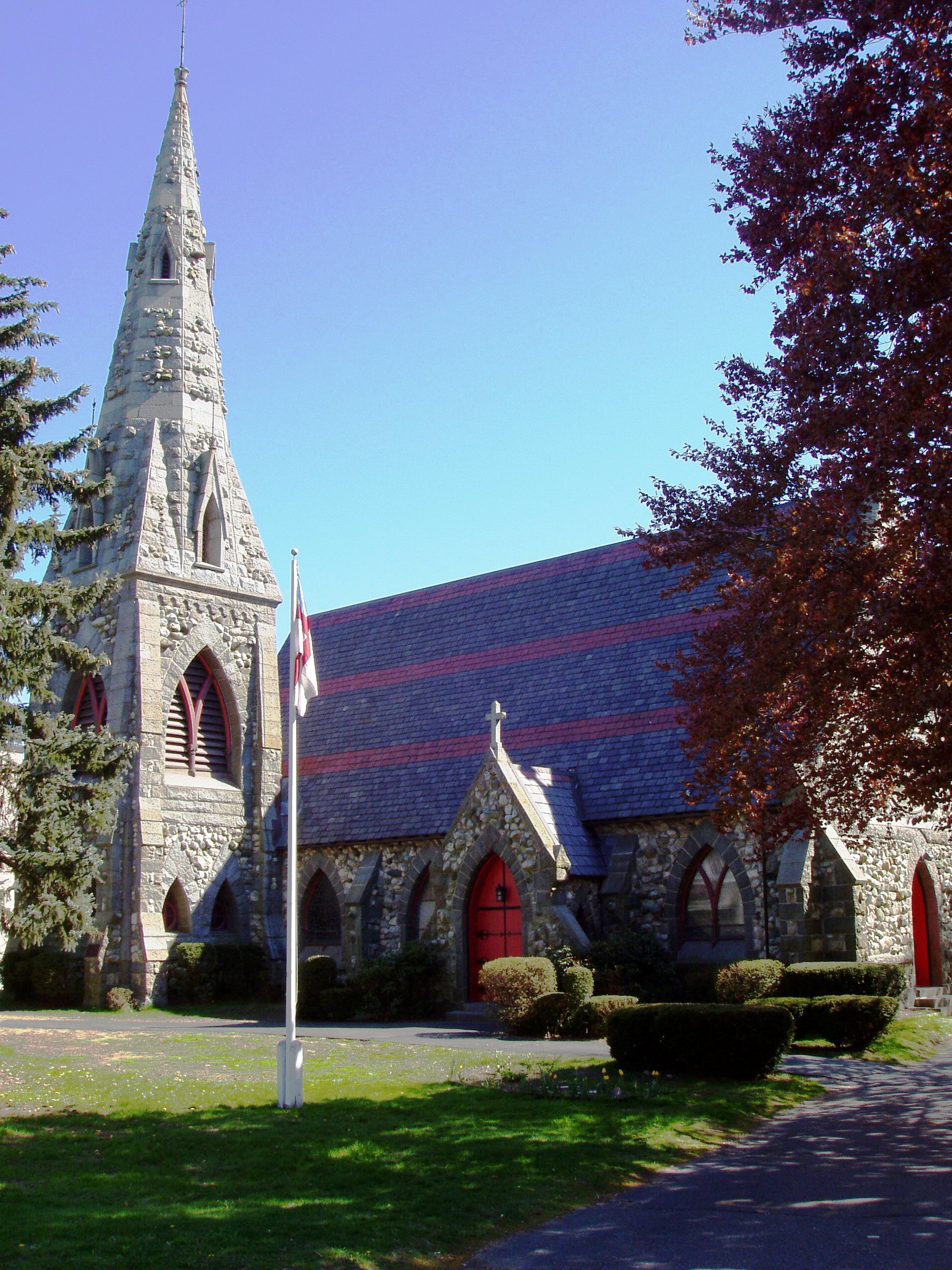
کلیسای گریس اپیسکوپال، ماساچوست